# Дирк Богард
Сер Дирк Богард (енгл. Dirk Bogarde), рођен под именом Дерек Жил Гаспар Улрик Нивен ван ден Богарде (хол. Derek Jules Gaspard Ulric Niven van den Bogaerde; Лондон, 28. март 1921 — Лондон 8. мај 1999) био је британски глумац и књижевник. У својој каријери глумио је у седамдесет филмова у периоду од 1947. до 1990. Сматра се једним од најистакнутијих британских глумаца друге половине 20. века.
Син уметничког уредника „Тајмса” и бивше глумице, Богард је похађао политехнику на Факултету уметности Челси 1937–1938, али је студије напустио желећи да се оствари као глумац. Његову каријеру прекида почетак Другог светског рата. Учествовао је на ратиштима Пацифика и Европе. Био је један од првих савезничких војника који је ушао у ослобођени концентрациони логор Берге-Белзен. Пажњу јавности осваја 1950. глумећи убицу у филму „Плава светиљка”, да би славу стекао глумећи типски лик лекара Сајмона Спароуа у веома популарном серијалу комедија током 1950-их. Маркантног и романтичног изгледа, Богард је постао миљеник публике, а комерцијални успех филмова донеo му је надимак „Идол Одеона” (The Idol of the Odeon).
Почетком шездесетих одлучује да, са истеком обавезујућих студијских уговора, напусти снимање комерцијалних филмова и да се посвети игрању сложених и, за то време, контроверзних улога у филмовима значајних европских режисера. Врло брзо се потврдио као врстан тумач декадетних појединаца и емоционално несређених ликова, притиснутих страстима, друштвеном репресијом или егзистенцијалистичком кризом, какве је суздржано играо 1960-их и 1970-их у филмовима „Жртва” (1961), „Слуга” (1963), „Несрећа” (1967), „Сумрак богова” (1969), „Смрт у Венецији” (1971), „Ноћни портир” (1974), „Провидност” (1977) и „Очајање” (1978). Био је пет пута номинован за Награду БАФТА у категорији најбољег глумца у главној улози, а освојио ју је два пута; за улогу у филму „Слуга” (1964) и „Дарлинг” (1966).
У последње две деценије живота готово се повукао са филмског платна и посветио се књижевности. Објавио је неколико књига запажених мемоара и шест романа.